# Cerasus miyasakana
Cerasus miyasakana là loài thực vật có hoa trong họ Hoa hồng. Loài này được (H. Kubota) Ohba mô tả khoa học đầu tiên năm 1992.